# Шредер, Иван Фёдорович
Иван Фёдорович Шредер (1858, Санкт-Петербург — 1918, Петроград) — российский физико-химик, профессор.

## Биография
Родился в 1858 году в семье чиновника. Образование получил в немецкой гимназии, после которой поступил в Горный институт Екатерины II, который окончил в 1884 году, получив диплом горного инженера по металлургической специальности.
Во время обучения в институте заинтересовался химией, и вступил в химический кружок под руководством К. И. Лисенко, там он познакомился с Д. И. Менделеевым. Вскоре по приглашению последнего приступил к работе в качестве исследователя в химической лаборатории Петербургского университета.
В 1885 году он был назначен на должность ассистента кафедры аналитической химии в Горный институт. В 1886 году им был сделан первый доклад о растворимости твердых тел в различных жидкостях, доклад состоялся на заседании Русского физико-химического общества. Далее продолжал заниматься выбранной темой.
В 1889 году был избран ординаторским профессором неорганической химии Горного института.
В 1890 году защитил диссертацию на тему «О зависимости температуры плавления твердых тел и их растворимостью в жидкостях».
Посетил с рабочей командировкой Великобританию, целью визита было перенятие опыта плавки металла на сыром угле. В дальнейшем долгое время занимался вопросами изготовления кокса.

## Научные интересы
Основные научные труды исследователя посвящены учению о растворах. Им была теоретически выведена связь между растворимостью, температурой плавления и теплотой плавления кристаллических тел (так называемое Шредера уравнение) позже данная связь была им экспериментально подтверждена.
Положил начало анализу гетерогенных равновесий в системах жидкость — твердая фаза. Исследовал различные каменные угли России.

## Избранные труды
- О зависимости между температурою плавления твердых тел и их растворимостью в жидкостях, «Горный журнал», 1890, т. 4, ноябрь
- Донецкие каменные угли. Их состав и свойства, СПб, 1909; Соль в Восточной Сибири, СПб, 1911